# 龍興 (大理)
龍興（りゅうこう）は、中国後大理国の段正興の時代に使用された元号。1155年 - 年代不詳。